# Alexandru Henția
Alexandru Henția (n. 1878 - d. 1925) a fost un profesor, muralist și pictor român, fiul lui Sava Henția.

## Biografie
Alexandru Henția s-a născut în familia pictorului Sava Henția în anul 1878. Sava Henția s-a căsătorit, după unele surse cu Irina Tranko, după altele cu Irma în anul 1873, ea fiind un membru al familiei Potoscky. A urmat cursurile Academiei de Arte Frumoase din București și s-a specializat în pictura murală fiind pictor de biserici și profesor de pictură religioasă.
În cadrul „Expozițiunii etnografice și istorice-culturale aranjate în Sibiu la 19 august — 14 septembrie n. 1905 cu ocaziunea inaugurării Muzeului Asociațiunii pentru literatura română si cultura poporului român”, au fost expuse și 11 tablouri pictate de Alexandru Henția (peisagii, vederi, portrete și studii).
A pictat împreună cu tatăl său  biserica din Alexandria. În perioada 1915 - 1920 a pictat biserica cu hramul „Sfinții apostoli Petru și Pavel” din Călimănești, în stil neobizantin, cu predominanța culorii galbene, și a refăcut pictura murală a bisericii „Adormirea Maicii Domnului” din satul Bora din apropierea Sloboziei. În 1924 a realizat pictura interioară a bisericii „Sfântul Nicolae” din Țigănești, Teleorman, pictură deteriorată la cutremurul din 1940 și înlocuită prin repictări succesive în anii 1941, 1970 și 1986-1987. A locuit în casa părintească din Brebu și a pictat biserica din localitate, precum și alte biserici din localitățile apropiate.
Alexandru Henția nu a ajuns la performanțele tatălui său într-ale picturii, dar în epoca în care trăit a fost denumit „renumitul pictor din București”.

## Galerie imagini

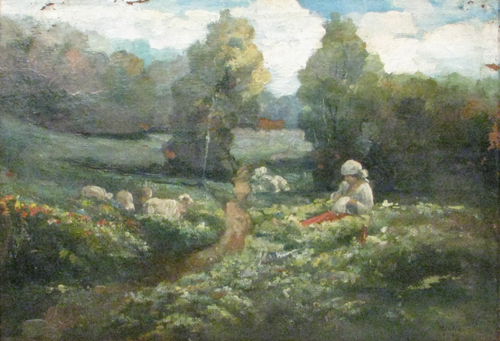
Ciobăniță în crâng
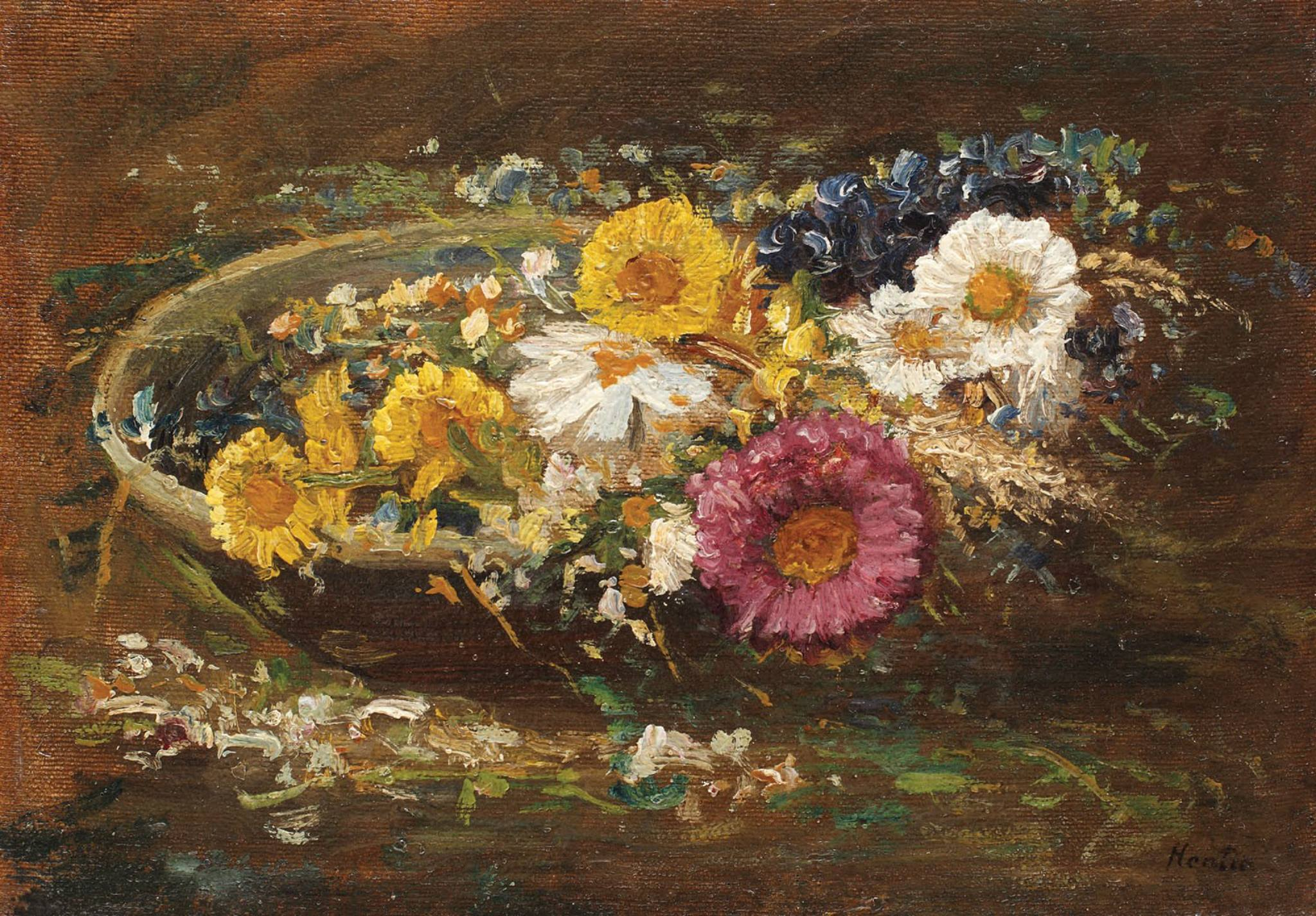
Flori de vară
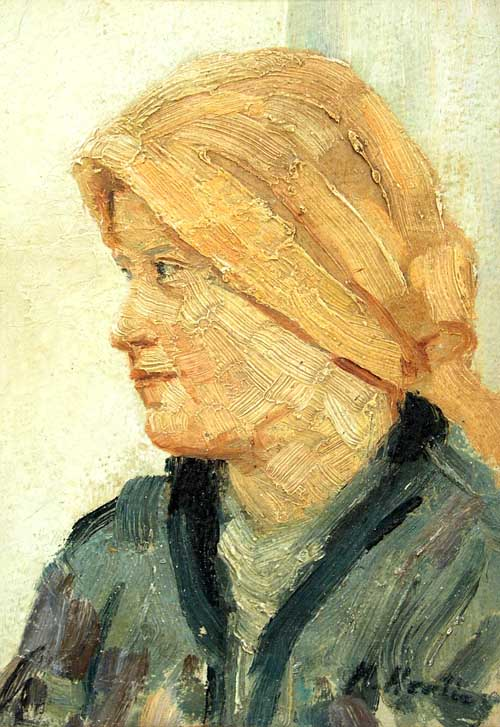
Portret de femeie
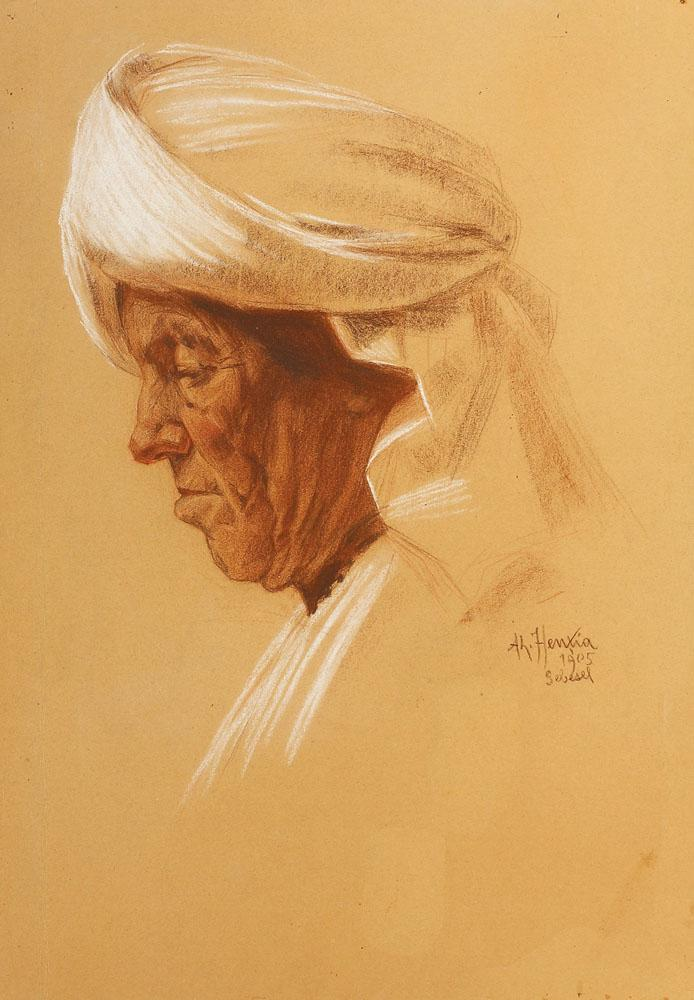
Portretul unei săsoaice
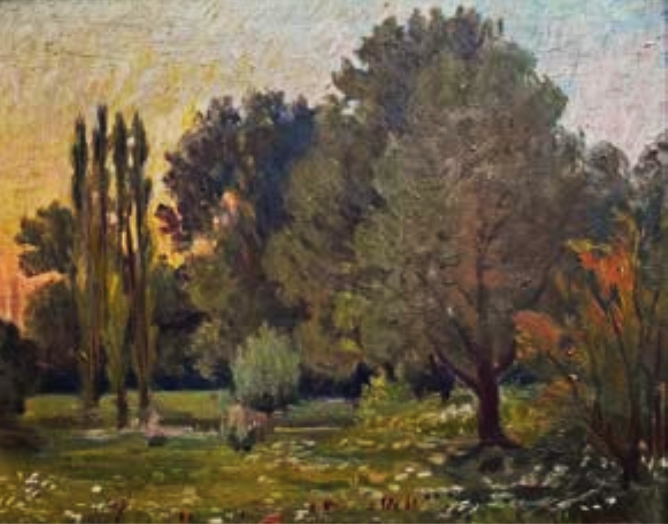
Peisaj în amurg